# Cameron Norrie
Cameron Norrie (n. 23 august 1995) este un jucător profesionist de tenis britanic. Cea mai bună clasare a sa la simplu este locul 8 mondial atins la 12 septembrie 2022 și la dublu locul 117 atins la 13 iunie 2022. Are patru titluri ATP Tour la simplu (inclusiv un titlu Masters 1000 la Indian Wells Masters 2021) și un titlu la dublu. Norrie este numărul 1 britanic la simplu masculin din 18 octombrie 2021.